# Proformica kaszabi
Proformica kaszabi är en myrart som beskrevs av Gennady M. Dlussky 1969. Proformica kaszabi ingår i släktet Proformica och familjen myror. Inga underarter finns listade i Catalogue of Life.